# No Freedom
«No Freedom» (en español: «Sin libertad») es una canción de la cantautora británica Dido. Fue lanzado el 18 de enero de 2013 como el primer sencillo oficial de su cuarto álbum de estudio Girl Who Got Away. La canción fue compuesta por Dido Armstrong y Rick Nowels y llegó al número 51 en la lista de éxitos del Reino Unido. También ha ingresado en las listas de Bélgica, Francia, Alemania, Países Bajos y Suiza.

## Antecedentes
Dido dijo en Twitter bajo la etiqueta "#nofreedom que deseaba que este título fuera el primer sencillo, porque es una de las canciones favoritas que ha escrito. "Sentía que era una simple manera y directa para empezar". Grabó la canción en Los Ángeles (Estados Unidos), en el estudio de Rick Nowels, y la terminó en su casa junto a su hermano Rollo Armstrong. Dijo también que no era la típica canción sobre relaciones amorosas, sino del amor en todas sus formas.

## Video musical
El video fue dirigido por Ethan Lader y rodado en el centro de Los Ángeles, el 9 de diciembre de 2012. En él se muestra a Dido parada en medio de una calle de la ciudad, rodeada por el confeti e intercalada con imágenes antiguas de la historia de los Estados Unidos que aparecen de manera repentina.

## Versión de Miley Cyrus
El 6 de mayo de 2015 la cantante estadounidense Miley Cyrus publicó su propia versión de la canción. Se trata de una de las interpretaciones pertenecientes a las The Backyard Sessions de Cyrus, una serie de vídeos musicales, grabados en la casa de la cantante, con el propósito de promover la fundación Happy Hippie, fundada por Cyrus, y así incentivar las donaciones para ayudar con la misión de luchar contra la injusticia y ayudar a los jóvenes sin hogar y al colectivo LGBT en los Estados Unidos. La cantante volvió a interpretar la canción durante el concierto benéfico "No Adult Swim Party" en Nueva York, esta vez con una estética de mariposa.

## Lista de canciones
| CD Promo (Remixes) |                                                |          |  |
| N.º                | Título                                         | Duración |  |
| 1.                 | «No Freedom» (Radio Edit)                      | 3:17     |  |
| 2.                 | «No Freedom» (Radio Remix)                     | 3:58     |  |
| 3.                 | «No Freedom» (Adrian Lux Remix)                | 5:07     |  |
| 4.                 | «No Freedom» (Benny Benassi Remix)             | 6:01     |  |
| 5.                 | «No Freedom» (Tom Swoon Remix)                 | 5:48     |  |
| 6.                 | «No Freedom» (Dave Okumu Rework)               | 5:12     |  |
| 7.                 | «Quiet Times» (Acústico en vivo en Abbey Road) | 3:09     |  |

## Posicionamiento en listas
| Lista (2013)                             | Mejor posición |
| ---------------------------------------- | -------------- |
| Alemania (Media Control AG)              | 59             |
| Bélgica (Flandes) (Ultratop 50)          | 43             |
| Bélgica (Valonia) (Ultratop 50)          | 18             |
| Corea del Sur (Gaon International Chart) | 30             |
| Francia (SNEP)                           | 64             |
| Países Bajos (Mega Single Top 100)       | 98             |
| Reino Unido (UK Singles Chart)           | 51             |
| Rusia (Billboard)                        | 30             |
| Suiza (Schweizer Hitparade)              | 28             |